# Centris bicolor
Centris bicolor är en biart som beskrevs av Amédée Louis Michel Lepeletier 1841. Centris bicolor ingår i släktet Centris och familjen långtungebin. Inga underarter finns listade.